# Enrique Ballestero
Pour les articles homonymes, voir Ballestrero et Ballesteros.
Enrique Ballestero ou Ballesteros est un ancien joueur uruguayen de football, né le 18 janvier 1905 à Montevideo et mort le 11 octobre 1969, ayant occupé le poste de gardien de but en sélection nationale (où il succéda à Andrés Mazali à partir de 1930), et dans les clubs de Miramar Misiones, puis de Rampla Juniors, et enfin de Peñarol.

## Clubs
- Miramar Misiones FC : jusqu'en 1926
- Rampla Juniors FC : 1926 à 1935
- Peñarol : 1935 à 1937

## Palmarès
- 17 sélections nationales, de 1930 à 1937
- Champion du monde en 1930
- Champion d'Amérique du Sud en 1935
- Coupe Newton (face à l'Argentine) en 1930
- Champion d'Uruguay à 4 reprises, en 1927 (Rampla - en tant que joueur amateur), puis 1935, 1936 et 1937 (Peñarol - en tant que joueur professionnel)